# Sirba Abbay
Sirba Abbay, ou Sirba Abay, est un woreda de la zone Kamashi de la région Benishangul-Gumuz, à l'ouest de l'Éthiopie. Il a 17 996 habitants en 2007.

## Situation
Sirba Abbay est situé au nord-ouest de la zone Kamashi. Il forme une sorte de couloir jusqu'au Soudan entre la zone Asosa et le Nil Bleu ou Abbay qui sépare le woreda de la zone Metekel.
| (Soudan)                       |             | Guba       |
| Sherkole, Menge, Oda Buldigilu | Sirba Abbay | Wenbera    |
| Kiltu Kara                     |             | Agalo Mite |

Le chef-lieu, Koncho,,, est situé au sud-ouest du woreda à proximité d'Oda Buldigilu dans la zone Asosa et de Kiltu Kara dans la zone Mirab Welega de la région Oromia.
Le Dabus se jette dans le Nil Bleu au centre-est du woreda vers 570 m d'altitude et 10° 37′ N, 35° 09′ E.
Une trentaine de kilomètres plus au nord, la route Asosa-Menge-Guba-Manbuk traverse le Nil Bleu vers 10° 58′ 07″ N, 35° 11′ 04″ E.
Enfin, tout à fait au nord du woreda, on trouve le barrage de la Renaissance dont la mise en service est annoncée pour 2021.

## Histoire
Le territoire du woreda faisait partie avant 1995 des awrajas Gimbi et Asosa dans l'ancienne province de Welega.

## Population
Au recensement de 2007, le woreda a 17 996 habitants et 85 % de la population est rurale, la seule localité urbaine est le chef-lieu, Koncho, avec 2 725 habitants.
Presque la moitié des habitants (49 %) sont protestants, 30 % sont musulmans, 14,5 % sont orthodoxes et 5,5 % pratiquent les croyances traditionnelles.
Avec une superficie de 1 308 km2[réf. souhaitée], le woreda a en 2007 une densité de population de près de 14 personnes par km2 ce qui est supérieur à la moyenne de la zone.
En 2020, sa population est estimée par projection des taux de 2007 à 24 617 personnes.